# Bugs Bunny combatte i nipponici
Bugs Bunny combatte i nipponici (Bugs Bunny Nips the Nips) è un film del 1944 diretto da Friz Freleng. È un cortometraggio d'animazione di propaganda della serie Merrie Melodies, uscito negli Stati Uniti il 22 aprile del 1944, e ha come protagonista Bugs Bunny. Nel corto Bugs affronta dei soldati dell'esercito imperiale giapponese nel corso della guerra del Pacifico. Il corto viene ritenuto controverso per le sue caricature dei soldati nipponici e per essere espressione di un sentimento antigiapponese.

## Trama
Da qualche parte nel Pacifico, Bugs si trova in una scatola che galleggia, finché non arriva in un'isola apparentemente deserta. Ad un tratto, la pace viene interrotta da alcune esplosioni sulle note della "Tempesta" dall'ouverture del Guglielmo Tell. Bugs si nasconde in un pagliaio, ma si ritrova faccia a faccia con un soldato nipponico, raffigurato con gli occhiali enormi, i denti sporgenti e gli occhi a mandorla. Il soldato insegue Bugs fino a una tana, quindi accende la miccia di una bomba e la getta nel buco, ma Bugs riesce a fargliela esplodere tra le mani. Quando il soldato prova a colpire Bugs con la sua spada, il coniglio appare vestito da generale giapponese, ma quando si mette a mangiare una carota il soldato lo riconosce, avendo visto i suoi cartoni animati.
Allora Bugs salta su un aereo (che assomiglia a un Mitsubishi A6M Zero); anche il soldato salta su un aereo (che sembra anch'esso uno Zero). Tuttavia, Bugs lega l'aereo del soldato a un albero, che viene tirato via lasciando solo il giapponese nella cabina. Il soldato si paracaduta, ma a mezz'aria arriva Bugs che gli dà del "ferro di scarto" (un'incudine), facendolo cadere. Dopo aver dipinto una bandiera del Sol Levante su un albero per indicare di aver abbattuto un soldato, Bugs incontra un lottatore di sumo, che riuscirà a mettere al tappeto solo dopo essersi travestito da gheiscia.
Vedendo dei mezzi giapponesi che sbarcano sull'isola, Bugs pensa a come farli fuori tutti. Pertanto, il coniglio arriva con un camioncino dei gelati (sulle note di Der Vogelfänger bin ich ja da Il flauto magico di Mozart) e offre a ognuno dei soldati un gelato con una granata all'interno, nel mentre gli insulta definendoli "facce da scimmia" oppure "occhi a mandorla". Tutti i giapponesi muoiono nell'esplosione, tranne uno che viene fatto fuori dopo che Bugs gli regala un gelato 'gratis'. Ora che nell'isola non ci sono più forze nipponiche, Bugs comincia ad annoiarsi, finché non nota una corazzata statunitense (che sembra la USS Iowa). Il coniglio sventola una bandiera bianca per farsi notare, invano. Allora Bugs si chiede se egli sia davvero costretto a passare il resto della propria vita su quell'isola, al che compare una coniglietta (vestita all'avaiana, forse come caricatura di Dorothy Lamour) che dice: "Può darsi!" Nel vederla Bugs ulula e incomincia a inseguirla.

## Distribuzione

### Edizioni home video

#### Laserdisc
- The Golden Age of Looney Tunes - Vol. 1 (dicembre 1991)

## Accoglienza
Il Film Daily definì "divertente" il corto di otto minuti e ne fece il riassunto seguente:
"Bugs Bunny, naufrago su un'isola del Pacifico, crede che l'ambientazione sia l'ideale per lui finché non scopre che questo paradiso è infestato dai soldati giapponesi. Il modo nel quale stermina il nemico da solo regala qualche minuto di risate con le tipiche buffonerie di Bugs, commenti fuori campo e azione in questo cartone in Technicolor prodotto da Leon Schlesinger."

## Controversie
A partire dagli anni 1960, Bugs Bunny Nips the Nips è stato fonte di controversie a causa dei suoi stereotipi razzisti. Il cartone, comunque, non fa parte degli "undici censurati" (dove sono presenti degli stereotipi nei confronti degli afrostatunitensi) e talvolta venne mandato in televisione assieme ad altri cartoni della Warner Bros. anteriori all'agosto del 1948, i cui diritti appartenevano alla Associated Artists Productions.
Questo fu uno dei dodici corti di Bugs Bunny che, nel 2001, furono rimossi dalla maratona di Cartoon Network "June Bugs" su ordine della AOL Time Warner a causa dei suoi stereotipi sui giapponesi. Tuttavia, in un video promozionale per l'evento, venne mostrata la scena finale dove Bugs si accorge della coniglietta.